# Фукаура

40°38′53″ пн. ш. 139°55′40″ сх. д. / 40.64806° пн. ш. 139.92778° сх. д.
Фукау́ра (яп. 深浦町, ふかうらまち, МФА: [ɸu̥ka.uɾa mat͡ɕi̥]) — містечко в Японії, в повіті Нісі-Цуґару префектури Аоморі. Станом на 1 жовтня 2007 площа містечка становила 488,85 км². Станом на 1 липня 2008 населення містечка становило 10 197 осіб.